# Yeom Ki-hun
Yeom Ki-hun (nacido el 30 de marzo de 1983) es un futbolista coreano. Actualmente contratado por el equipo de la K-League el Suwon Samsung Bluewings, pero actualmente juega para la National Police Agency FC dado que cumple su servicio militar. Yeom es un talentoso jugador que forma parte del equipo nacional debido a sus actuaciones continentales. Yeom, que se recuperó de un grave accidente de tráfico durante la temporada 2006, es un extremo izquierdo que tiende a marcar goles en situaciones cruciales, incluyendo un importante gol durante la ida de la final de la Liga de Campeones Asiática.
El 16 de diciembre de 2008, Yeom Ki-hun arribó a la Premier League, específicamente al West Bromwich Albion a prueba, pero sin recibir la aprobación de su club.

## Estadísticas en clubes
| Club performance | Club performance       | Club performance   | Liga   | Liga   | Copa    | Copa    | Copa de la liga | Copa de la liga | Continental | Continental | Total | Total |
| Season           | Club                   | Liga               | Apps   | Goles  | Apps    | Goles   | Apps            | Goles           | Apps        | Goles       | Apps  | Goles |
| Corea del Sur    | Corea del Sur          | Corea del Sur      | League | League | KFA Cup | KFA Cup | League Cup      | League Cup      | Asia        | Asia        | Total | Total |
| ---------------- | ---------------------- | ------------------ | ------ | ------ | ------- | ------- | --------------- | --------------- | ----------- | ----------- | ----- | ----- |
| 2006             | Jeonbuk Hyundai Motors | K-League           | 20     | 3      | 2       | 0       | 11              | 4               | 10          | 3           | 43    | 10    |
| 2007             | Jeonbuk Hyundai Motors | K-League           | 13     | 4      | 0       | 0       | 5               | 1               | 0           | 0           | 18    | 5     |
| 2007             | Ulsan Hyundai Horang-i | K-League           | 3      | 1      | 0       | 0       | 0               | 0               | -           | -           | 3     | 1     |
| 2008             | Ulsan Hyundai Horang-i | K-League           | 16     | 4      | 1       | 0       | 3               | 1               | -           | -           | 20    | 5     |
| 2009             | Ulsan Hyundai Horang-i | K-League           | 16     | 2      | 0       | 0       | 4               | 1               | 1           | 0           | 21    | 3     |
| 2010             | Suwon Bluewings        | K-League           | 17     | 0      | 7       | 2       | 3               | 1               | 4           | 4           | 27    | 7     |
| 2011             | Suwon Bluewings        | K-League           | 29     | 9      | 4       | 0       | 0               | 0               | 7           | 4           | 32    | 10    |
| 2012             | Police FC              | -                  | -      | -      | -       | -       | -               | -               | -           | -           | -     | -     |
| 2013             | Police FC              | K League Challenge | 21     | 7      | 1       | 0       | -               | -               | -           | -           | 22    | 7     |
| 2013             | Suwon Bluewings        | K League Classic   | 9      | 1      | -       | -       | -               | -               | -           | -           | 9     | 1     |
| 2014             | Suwon Bluewings        | K League Classic   | 35     | 4      | 1       | 0       | -               | -               | -           | -           | 36    | 4     |
| 2015             | Suwon Bluewings        | K League Classic   | 27     | 7      | 1       | 0       | -               | -               | 7           | 2           | 35    | 9     |
| Total            | Corea del Sur          | Corea del Sur      | 206    | 42     | 17      | 2       | 25              | 8               | 29          | 13          | 277   | 65    |
| Career total     | Career total           | Career total       | 206    | 42     | 17      | 2       | 25              | 8               | 29          | 13          | 277   | 65    |

## Goles internacionales
| Fecha                 | Estadio   | Rival           | Marcador | Resultado | Competencia                                |
| --------------------- | --------- | --------------- | -------- | --------- | ------------------------------------------ |
| 29 de junio de 2007   | Seogwipo  | Irak            | 1 gol    | 3–0       | Amistoso                                   |
| 20 de febrero de 2008 | Chongqing | Corea del Norte | 1 gol    | 1–1       | Campeonato de Fútbol del Este de Asia 2008 |
| 23 de febrero de 2008 | Chongqing | Japón           | 1 goal   | 1–1       | Campeonato de Fútbol del Este de Asia 2008 |